# Johan Jakob Smith
Johan Jakob Smith, vanligen J.J. Smith, född 12 maj 1841 i Strömstad, död 1918, var en svensk jurist.
Smith blev student vid Uppsala universitet 1861, avlade hovrättsexamen 1864 och blev vice häradshövding 1868. Han blev länsnotarie i Jönköpings län 1875, var sekreterare vid Jönköpings läns landsting 1876–1889, ombudsman vid Sveriges riksbanks avdelningskontor i Jönköping 1885–1886, tillförordnad landssekreterare i Gävleborgs län 1889–1896 och ordinarie landssekreterare där 1896–1910.
Far till författaren Ejnar Smith.